# Айзенштадт, Самуил Иосифович
Самуил Иосифович Айзенштадт (5 марта 1886, Борисов, Минской губернии — 1970, Тель-Авив) — российско-израильский историк, правовед, лингвист.

## Биография
Родился в семье Иосифа-Меера и Муси Айзенштадт. Отец — Иосиф (Иосиф-Меер) Яковлевич Айзенштадт — был видным сионистским деятелем, делегат состоявшегося в 1884 в Катовице съезда палестинофилов, один из основателей «Поалей Цион» (1899).
С 1903 принимал участие в движении «Поалей Цион», а затем движения сионистов-социалистов. Участвовал в политическом и культурном обучении среди рабочих. Писал революционные стихи на идише и иврите.
В начале 1905 уехал в Польшу, во время революции 1905 — член революционного движения в Варшаве.
Окончил в 1910 юридический факультет Бернского университета со степенью доктора права.
В 1912 был приглашён в качестве преподавателя еврейского закона в Одесскую иешиву.
Был одним из инициаторов создания сионистского молодёжного движения «Цеирей Цион». Издатель и редактор сионистского журнала «Шахарит» («Рассвет»), который позже стал центральным органом «Цеирей Цион».
С 1913 жил в Варшаве. Принимал участие в учредительном съезде «Цеирей Цион», проходившего в Вене, и был избран членом ЦК организации.
С 1915 жил в Петрограде. С 1916 — заведующий еврейским подотделом Библиотеки Румянцевского музея, помощник заведующего отделением востоковедения Музея. Был единственным специалистом в Библиотеке со знанием древнееврейского языка. Разыскивал и описывал еврейские книги. В 1919 году получил полномочия на отбор и вывоз книг из библиотеки раввина Шнеерсона, в 1920 был командирован в Оршу для обследования и перевозки коллекций книг на еврейских языках.
С 1925 жил вместе с семьёй в Эрец-Исраэль. Занимался научной, литературной и общественной деятельностью.
Один из создателей в 1950 Высшей Школы Юриспруденции и Экономики в Тель-Авиве.
В 1946 вместе с супругой основал издательство «Ликуд».
С 1950 член Движения Мира. С 1950 профессор Тель-Авивского университета. Был членом комитета по защите прав арабов. Заведовал Центральной канцелярии Совета иврита; организовал архив труда при Всеобщей Федерации Трудящихся.
Был видным деятелем Компартии Израиля и баллотировался от неё в президенты после смерти Хаима Вейцмана. После Шестидневной войны он оправдывал государство Израиль и осуждал антиизраильскую пропаганду.
Автор множества научных и публицистических статей, а также книг, изданных в Израиле, Великобритании, Польше и России. Многие его труды не были напечатаны из-за его левых взглядов.

## Труды
- Айзенштадт Ш. Пророки. Их эпоха и социальное учение = The Prophets. Their Times and Social Ideas / Перевод Т. И. Гвоздюкевич под редакцией Н. Голубева. Общая редакция К. Бурмистрова. — М.: Параллели, 2004. — P. 248. — (Памятники общественно-исторической жизни). — 1000 экз. — ISBN 5-98370-014-6.

## Семья
Братья: Илья, Исаак, Борух и Абрам.
Дочь Пнина Дедман — израильская пианистка, переводчица, живёт в пригороде Лондона (Великобритания).
Внучатая племянница — российская писательница, общественный деятель Мария Арбатова, дочь его племянницы Цивьи Ильиничны Айзенштадт, дочери старшего брата Ильи.